# Forest Swords
Forest Swords is de artiestennaam van Matthew Barnes, een Engelse producer en kunstenaar.

## Discografie
- Dagger Paths (2010, ep)
- Engravings (2013)
- Compassion (2017)